# Lijst van VOC-opperhoofden van Siam

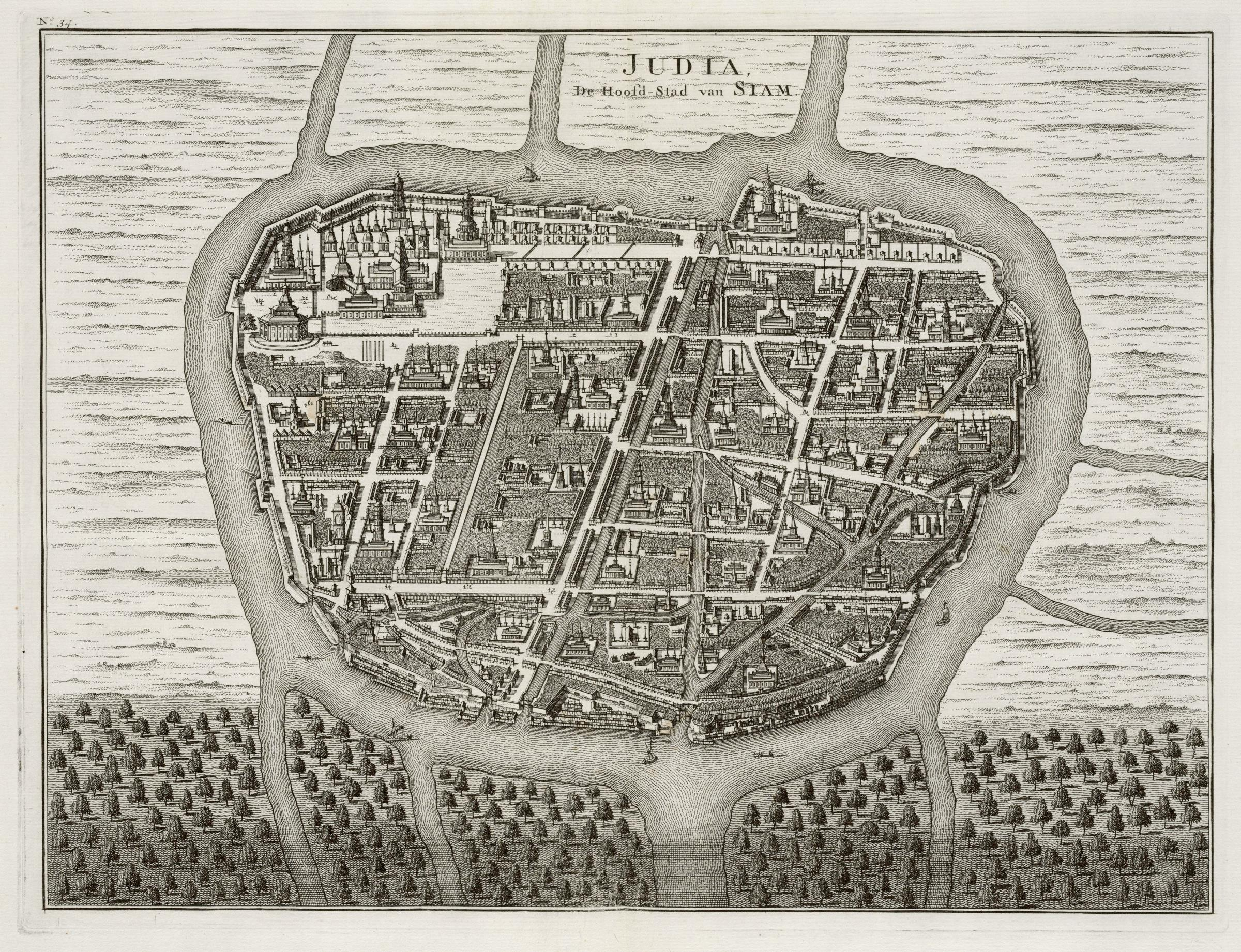
'Judia, De Hoofd-Stad van Siam'. Kaart uit 1724.

Het eerste handelscontact van de VOC met het koninkrijk Ayutthaya werd in 1604 gelegd door Cornelis Specx. Het contact werd daarna onderhouden vanuit de factorij in Pattani, door kooplieden die vaak langdurig in Ayutthaya verbleven. In 1617 werd ook daar een factorij gesticht, in eerste instantie vallend onder Pattani en daarna zelfstandig. Ook kantoren in Ligor (het huidige Nakhon Si Thammarat) en Sangora (het huidige Songkhla) vielen onder de factorij Ayutthaya. De factorij werd zo nu en dan gesloten bij gebrek aan handel maar maakte in 1633 een nieuwe start onder gouverneur-generaal Hendrik Brouwer, vooral vanwege de groeiende handel met Japan. De factorij werd definitief gesloten in 1765.
- 1617-1622 Cornelis van Nijenrode
- 1623–1624 factorij gesloten
- 1624–1628 Hendrick Jansz. Nachtegael
- 1629–1633 factorij gesloten
- 1633–1636 Joost Schouten
- 1636–1641 Jeremias van Vliet
- 1641–1645 Reynier van 't Zum
- 1646–1650 Jan van Muijden
- 1651–1653 Hendrik Craeyers †
- 1653–1656 Volkerus Westerwold
- 1656–1662 Jan van Ryk
- 1662–1663 Enoch Poolvoet
- 1663–1664 factorij gesloten
- 1664–1668 Enoch Poolvoet
- 1669–1672 Nicolaas de Roy
- 1672–1676 Jan van der Spijk
- 1677–1678 Dirk Tymansz de Jong
- 1678–1684 Aarnold Faa
- 1685–1688 Joannes Keyts
- 1688–1691 Pieter van den Hoorn †
- 1692–1697 Thomas van Son
- 1697–1702 Reynier Boom
- 1702–1703 Gideon Tant
- 1704–1712 Arnout Cleur
- 1712–1717 Dirk Blom
- 1717–1720 Wybrant Blom
- 1720–1722 Hendrik Willemz. van der Burgh †
- 1723–1726 Gregorius Hendrik Pragman
- 1726–1727 Imel Christiaan Kock
- 1728–1730 Rogier van Alderwerelt
- 1731–1735 Pieter Seyen
- 1735–1739 Theodorus Jacobus van den Heuvel
- 1740–1744 Willem de Ghij
- 1744–1760 Nicolaas Bang †
- 1761–1765 Anthony Abraham Werndly